# Gare de Gujō
La gare de Gujō (公庄駅, Gujō-eki) est une gare ferroviaire localisée dans la ville de Fukuchiyama (secteur Ōe), dans la préfecture de Kyoto, au Japon. La gare est exploitée par la compagnie Kyoto Tango Railway, sur la ligne Miyafuku .

## Disposition des quais
La gare de Gujō est une gare disposant d'un quai et d'une voie
| N° de voie | Ligne          | Direction   |
| ---------- | -------------- | ----------- |
| 1          | ▆ KTR Miyafuku | Miyazu      |
| 1          | ▆ KTR Miyafuku | Fukuchiyama |

## Gares/Stations adjacentes
| Kyoto Tango Railway |                |                |                |                       |
| Direction Miyazu    | Ligne Miyafuku | Ligne Miyafuku | Ligne Miyafuku | Direction Fukuchiyama |
| Ōe F07              |                | -              |                | Shimoamazu F05        |